# Móczár Bence
Móczár Bence (Pápa, 1996. június 11. –) magyar színész, rendező.

## Életpályája
2016-ban érettségizett a pápai Türr István Gimnázium és Kollégiumban. Az egyetemet megelőzően a Komáromi Sándor vezette Teleszterion Színházi Műhely tagja volt. 2017-2022 között a Kaposvári Egyetem színművész szakán tanult. Gyakorlatát a Zenthe Ferenc Színházban töltötte. 2022-től a Győri Nemzeti Színház tagja. A társulat szavazatai alapján, 2024-ben Kisfaludy-díjat kapott.  A 2024/25-ös színházi évadtól kezdve a Győri Nemzeti Színház Padlásszínházának egyik vezetője.

## Színházi szerepei

### Zenthe Ferenc Színház
- Arthur Miller: Pillantás a hídról (2020) - Tiszt
- Örkény István - Tóth Ede: A falu rossza (2020) - Néző
- Osztrovszkij: Erdő (2020) - Karp
- Csukás István: Ágacska (2020) - Festő
- W. Shakespeare: Rómeó és Júlia (2020) – Mercutio / Benvolio / Montague
- Bródy Sándor: A tanítónő (2021) – Tanító
- Pirandello: IV. Henrik (2021) – Carlo di Nolli, a fiatal őrgróf
- Rejtő Jenő - Horváth János Antal: Az elveszett és megkerült Jenő, avagy ha baj van, kést teszek a sebbe (2021) - szereplő
- Topolcsányi Laura: Macskakő (2021) - dr. Förster Kálmán polgármester
- Sütő András: Káin és Ábel (2022) – Ábel
- Tarnóczi Jakab - Varga Zsófia és a társulat: Szépkilátás (2022) - Dénes, Andor, Margó néni

### Győri Nemzeti Színház
- Dér András: Mindenkinek mindene (2022) – Nyilas tiszt / Katona
- Mark Twain: Tom Sawyer kalandjai (2022) – Indián Joe
- Ray Cooney: Pénz az égből (2023) – Bill
- Csiky Gergely: Buborékok (2023) – Róbert
- Kszel Attila: Tűzön-vízen át (2023) – Petőfi Sándor
- Kormos István: A Pincérfrakk utcai cicák (2024) – Rafael
- W. Shakespeare: Szentivánéji álom (2024) – Philostrat
- Georges Feydeau: A hülyéje (2025) – Victor
- Jókai Mór - Bereczki Ágota: Egy magyar nábob (2025) - Kárpáthy Abellino
- Szemenyi - Galambos - Hencz - Sándor: Szaffi (2025) - Eugén, Kapuőr

## Színházi rendezései

### Győri Nemzeti Színház
- Jean-Claude Morulevat: Jakabak (2022)
- Kosztolányi Dezső: Édes Anna (2023)
- Hedry Mária – Móczár Bence: EternalGames – A végtelen játékai (2024)
- Polcz Alaine: Asszony a fronton (2024)
- Holczer Dávid: Balettláb (2024)

### Egyéb
- Lázár Ervin: A legkisebb boszorkány (2019), Soltis Lajos Színház
- W. Shakespeare: Pipacsvirág / Szentivánéji álom (2024), Magyarpolány, Alkotóház